# Waterkampen
De Waterkampen is een voormalig waterschap in de provincie Groningen.
Het schap, dat ten noordoosten van Noordbroek lag, werd omsloten door het Lutjemaar (gemeentegrens tussen Menterwolde, Slochteren en Delfzijl) in het noorden, de Hardeweg in het oosten en zuiden en de weg de Hamrik in het westen. De molen sloeg uit op het Lutjemaar.
Waterstaatkundig gezien ligt het gebied sinds 2000 binnen dat van het waterschap Hunze en Aa's.